# Alverich
Alverich ist ein männlicher Vorname.

## Herkunft und Bedeutung
Der Name ist germanischer oder althochdeutscher Herkunft und setzt sich aus alv/alb für Alb, Elfe (?) und rîhhi für Reich, Macht ab. Er ist verwandt mit dem altenglischen und altnordischen Alberich. Der Name war im altsächsischen Raum westlich der mittleren und unteren Elbe und in Mecklenburg im Mittelalter vorhanden.
Aus ihm entwickelte sich wahrscheinlich der Name Helperich im 12. Jahrhundert.

## Varianten
- Alvericus, Elvericus lateinisch

## Namensträger
- Alverich von Plötzkau († nach 983), Graf von Plötzkau
- Alverich von Mehringen († nach 1162), Ritter in Mehringen bei Aschersleben
- Alverich (Brandenburg) († nach 1231), Dompropst von Brandenburg
- Alverich von Kerkow (Alvericus de Kerkowe; † nach 1248), Hofrichter in Salzwedel